# Перов Василь Григорович
Перо́в Васи́ль Григо́рович (рос. Перо́в Васи́лий Григо́рьевич; нар. 21 грудня 1833 (2 січня 1834) або 23 грудня 1833 (4 січня 1834), Тобольськ, Російська імперія — пом. 29 травня (10 червня) 1882, с. Кузьмінки, Московська губернія, Російська імперія (нині Москва, РФ) — російський живописець, один із членів-засновників Товариства пересувних художніх виставок.

## Вшанування пам'яті
На його честь у 1957 в Києві названо бульвар, який у 2023 перейменували на Воскресенський проспект. Окремі твори художника зберігаються в Україні.

## Галерея

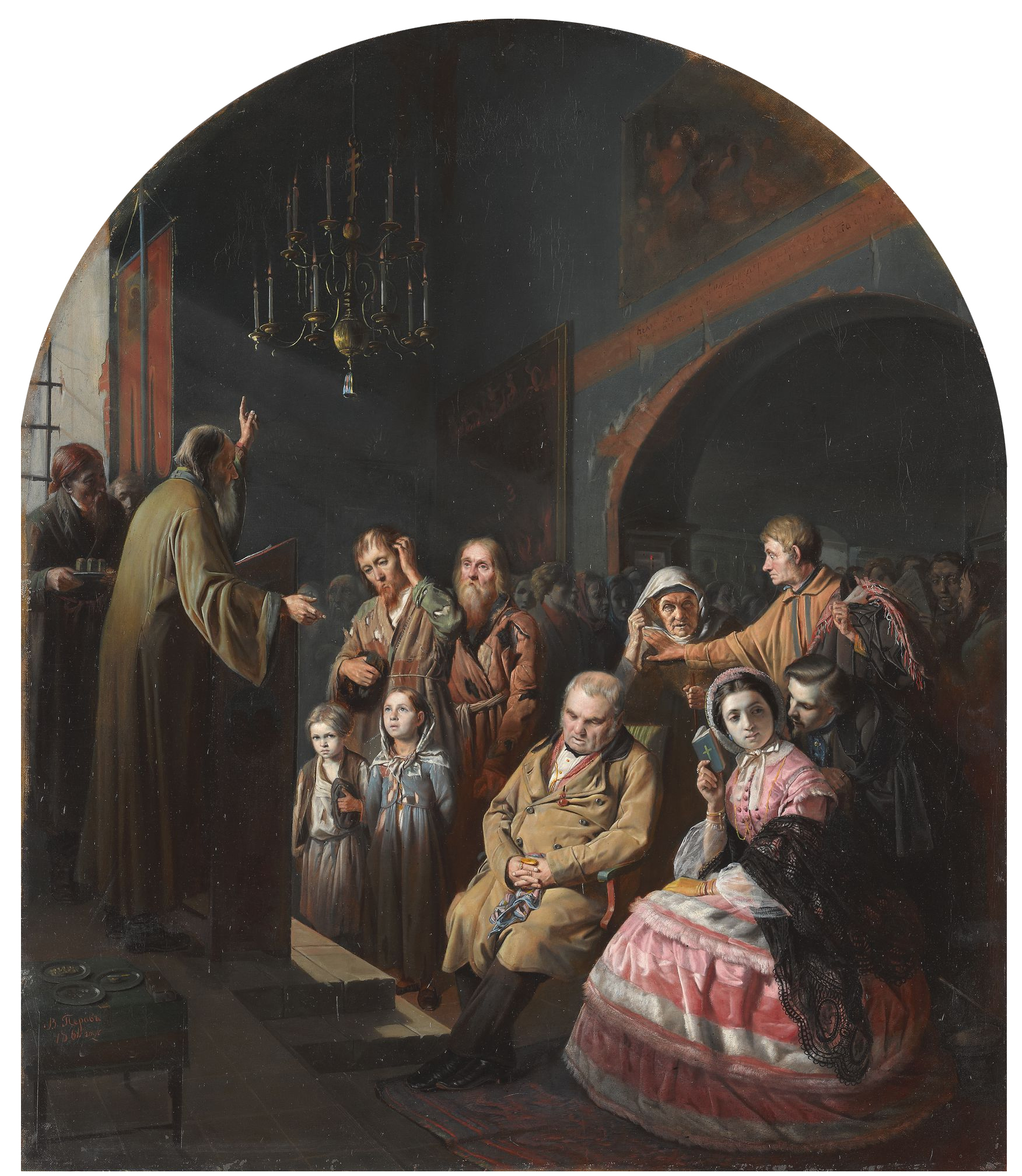
Проповідь в селі. 1861. Державна Третьяковська галерея
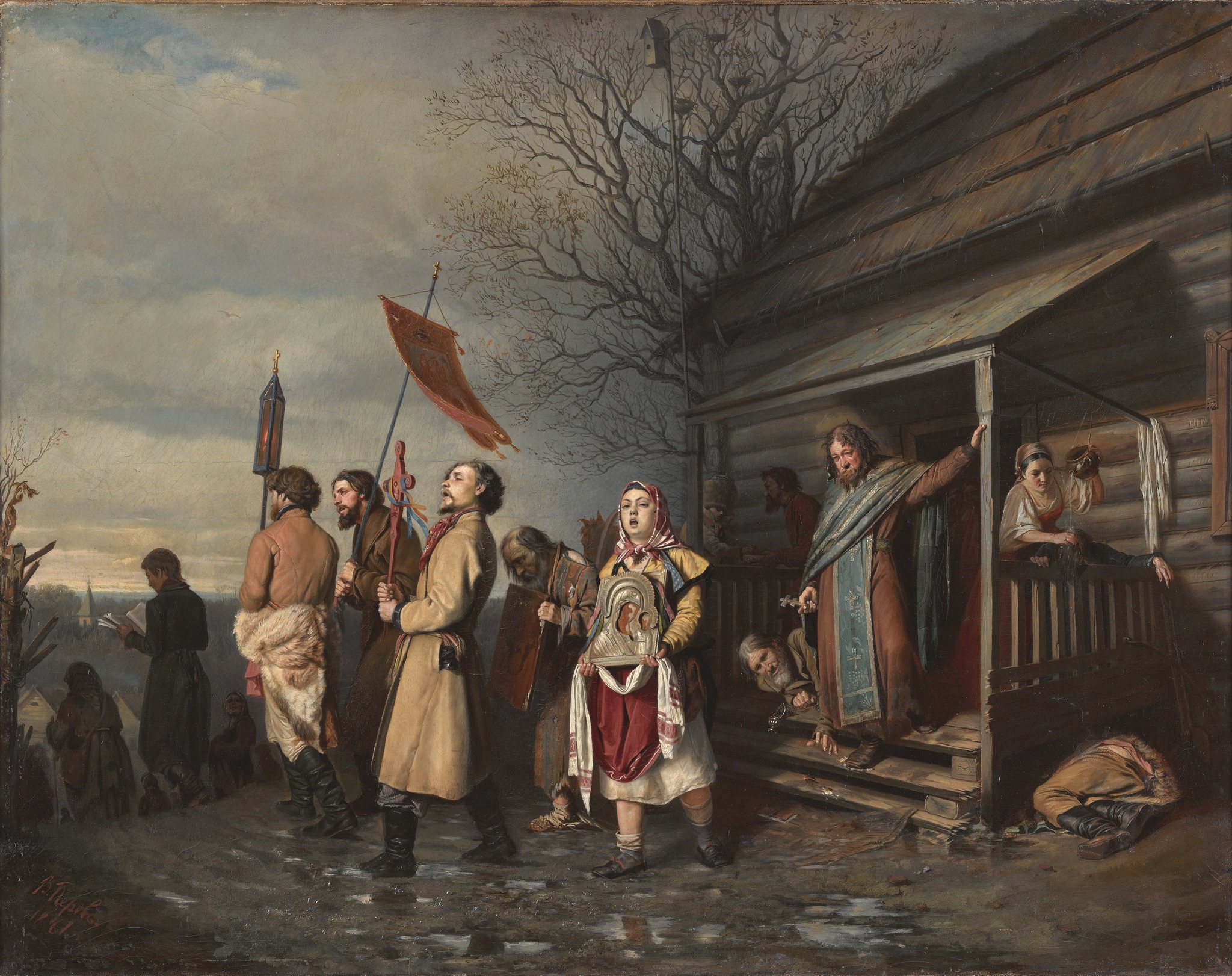
Сільський хресний хід на Великдень. 1861. Державна Третьяковська галерея
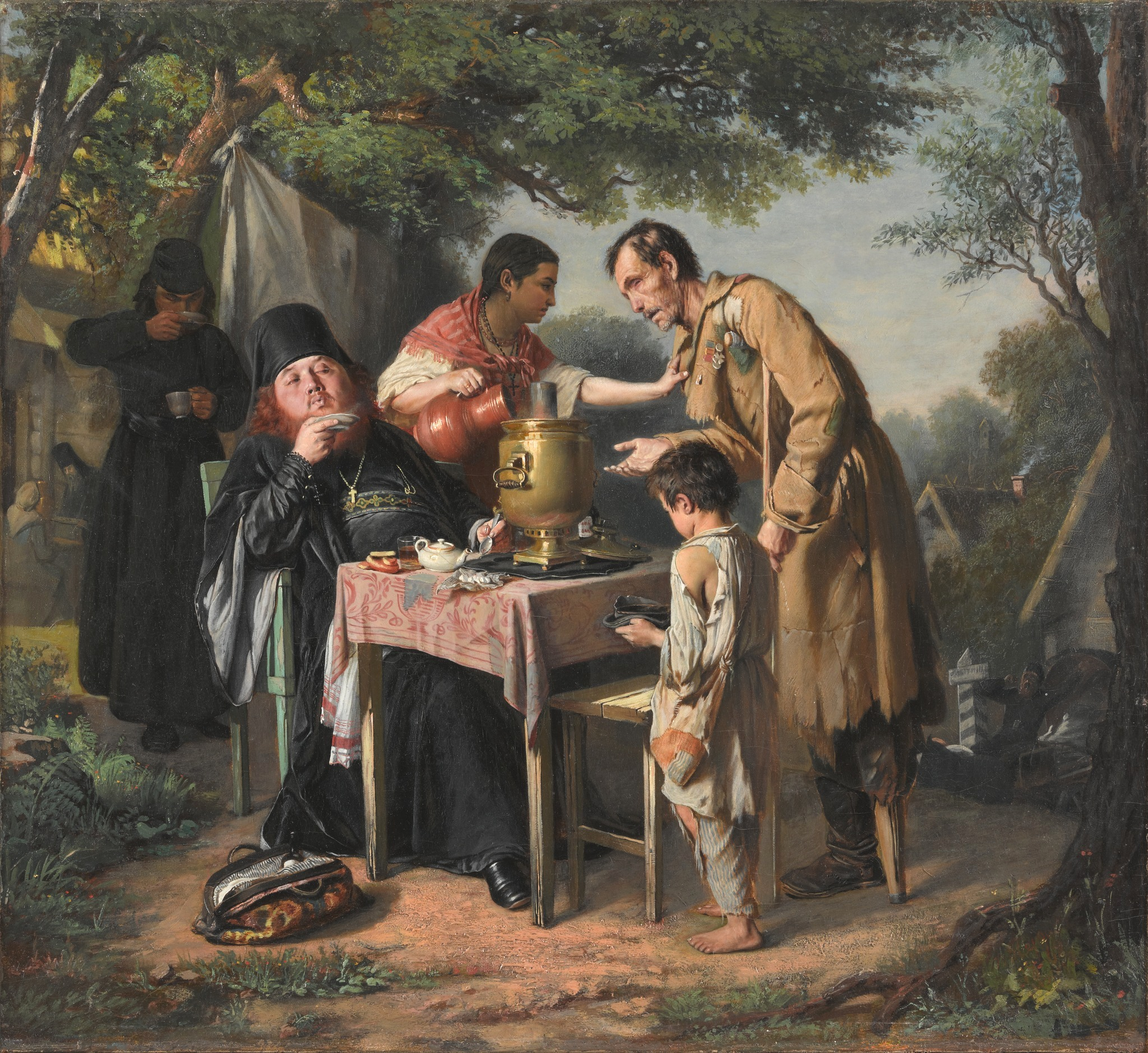
Чаювання в Митищах, поблизу Москви. 1862. Державна Третьяковська галерея
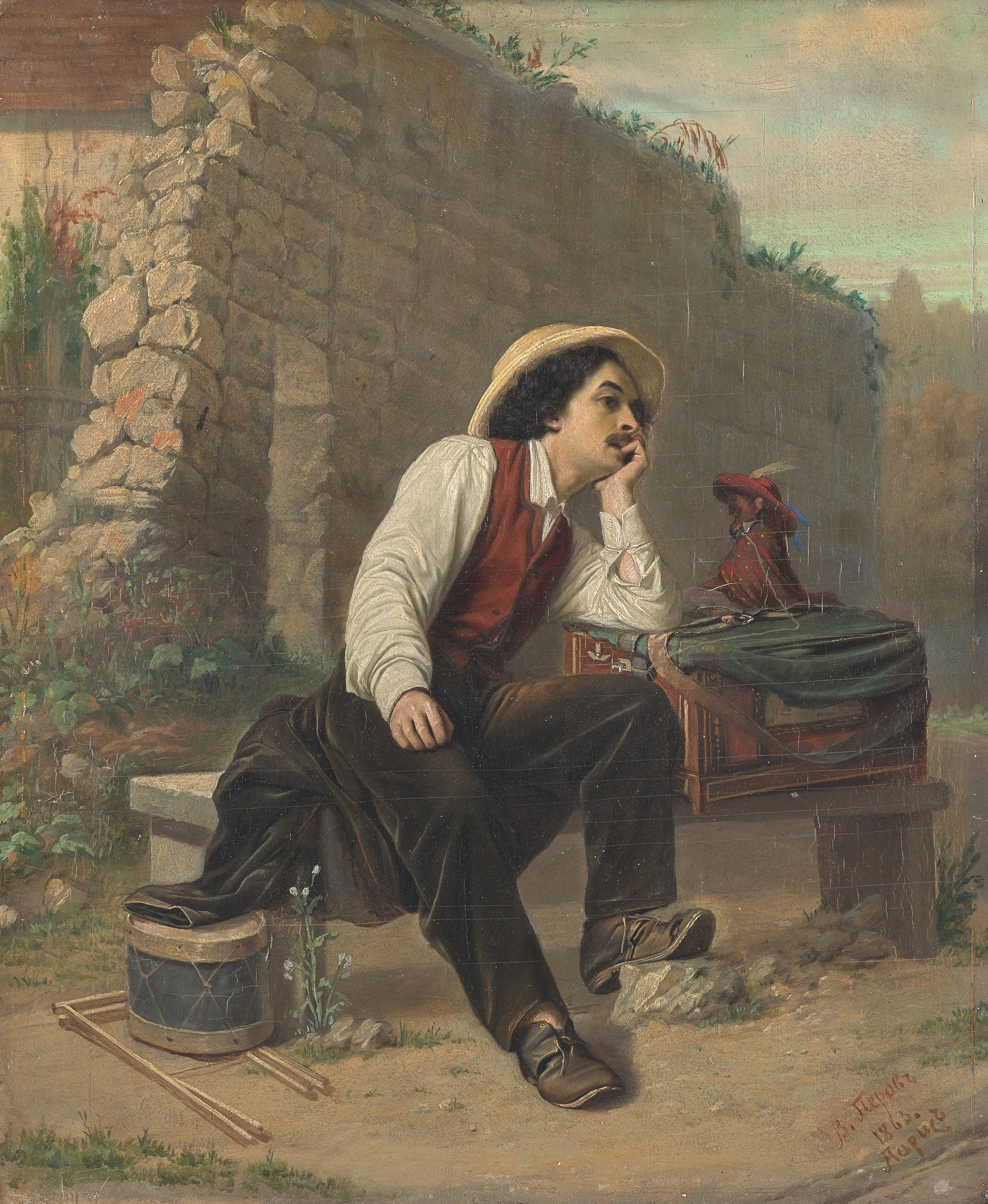
Шарманщик. 1863. Державна Третьяковська галерея
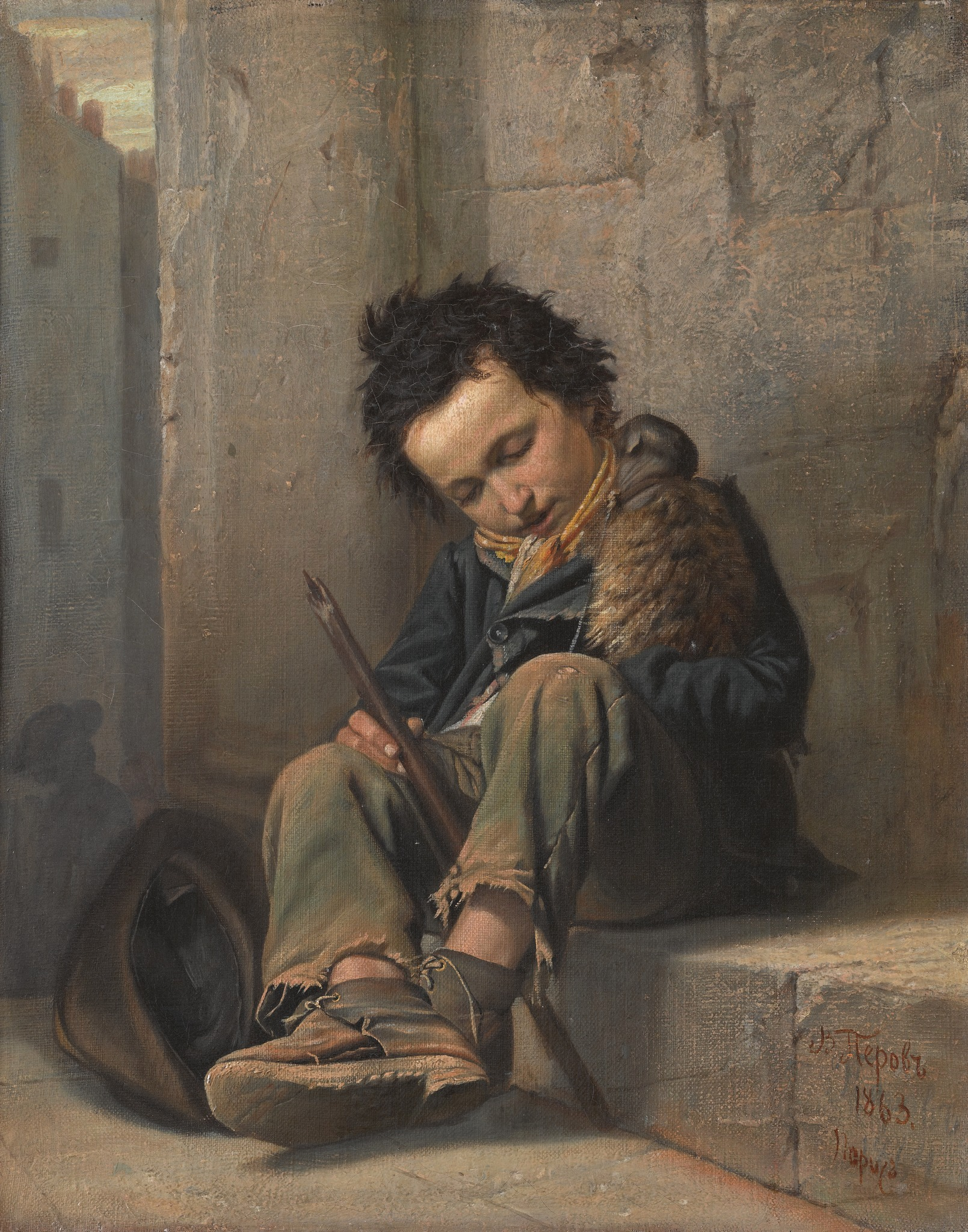
Савояр. 1864. Державна Третьяковська галерея
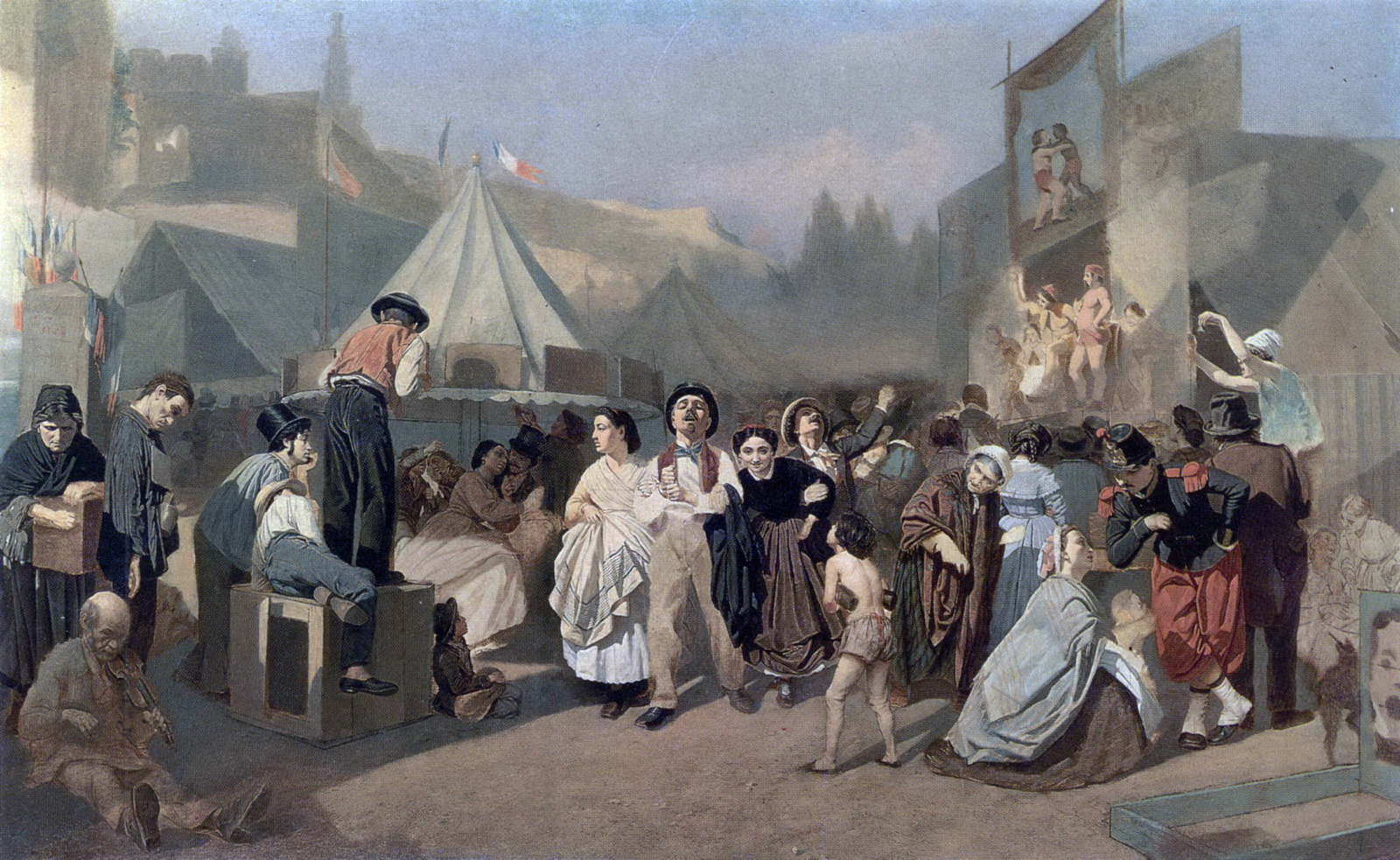
Свято на околицях Парижа. 1864. Державна Третьяковська галерея
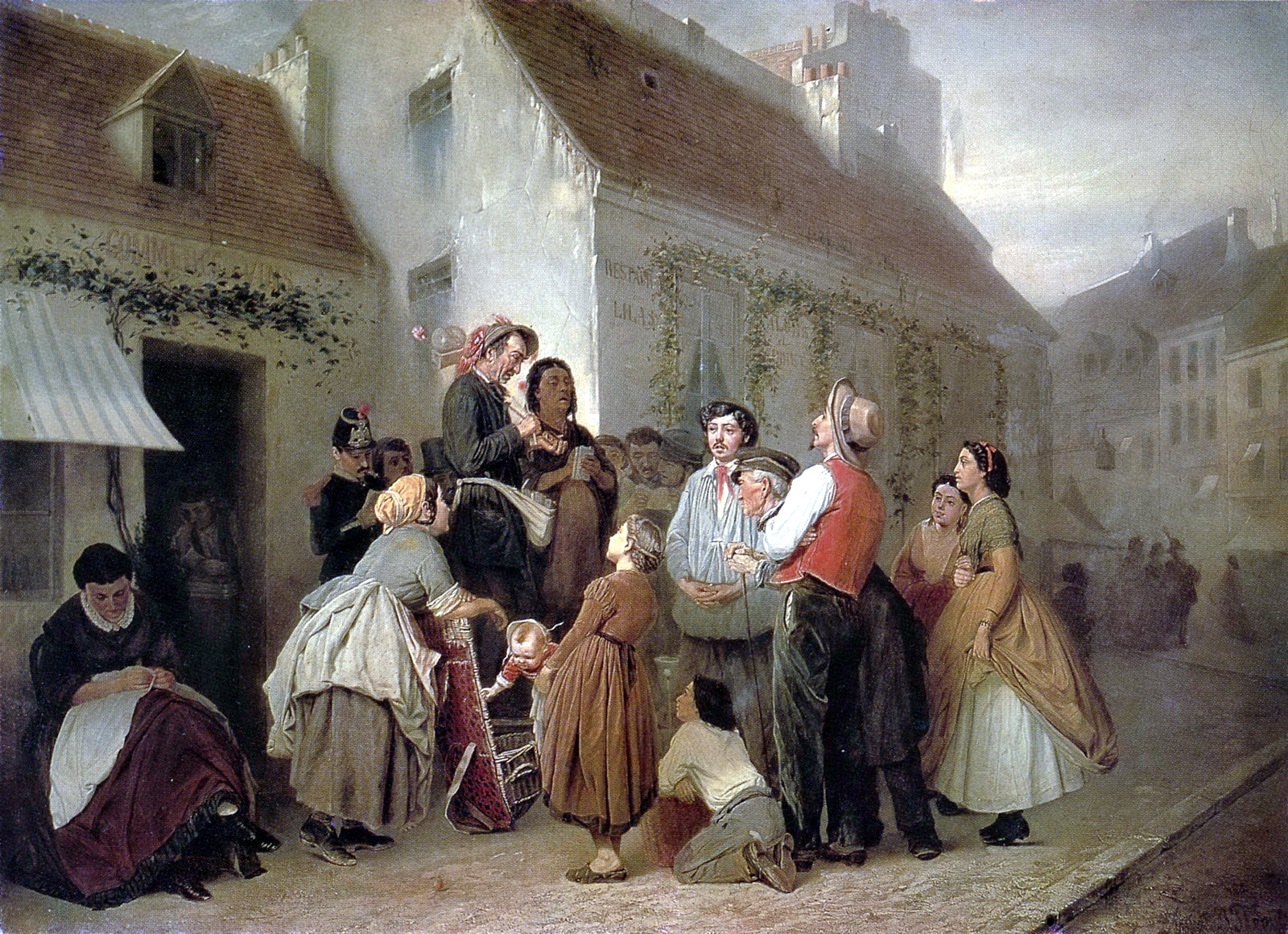
Продавець пісенників. 1864. Державний музей образотворчих мистецтв Татарстану
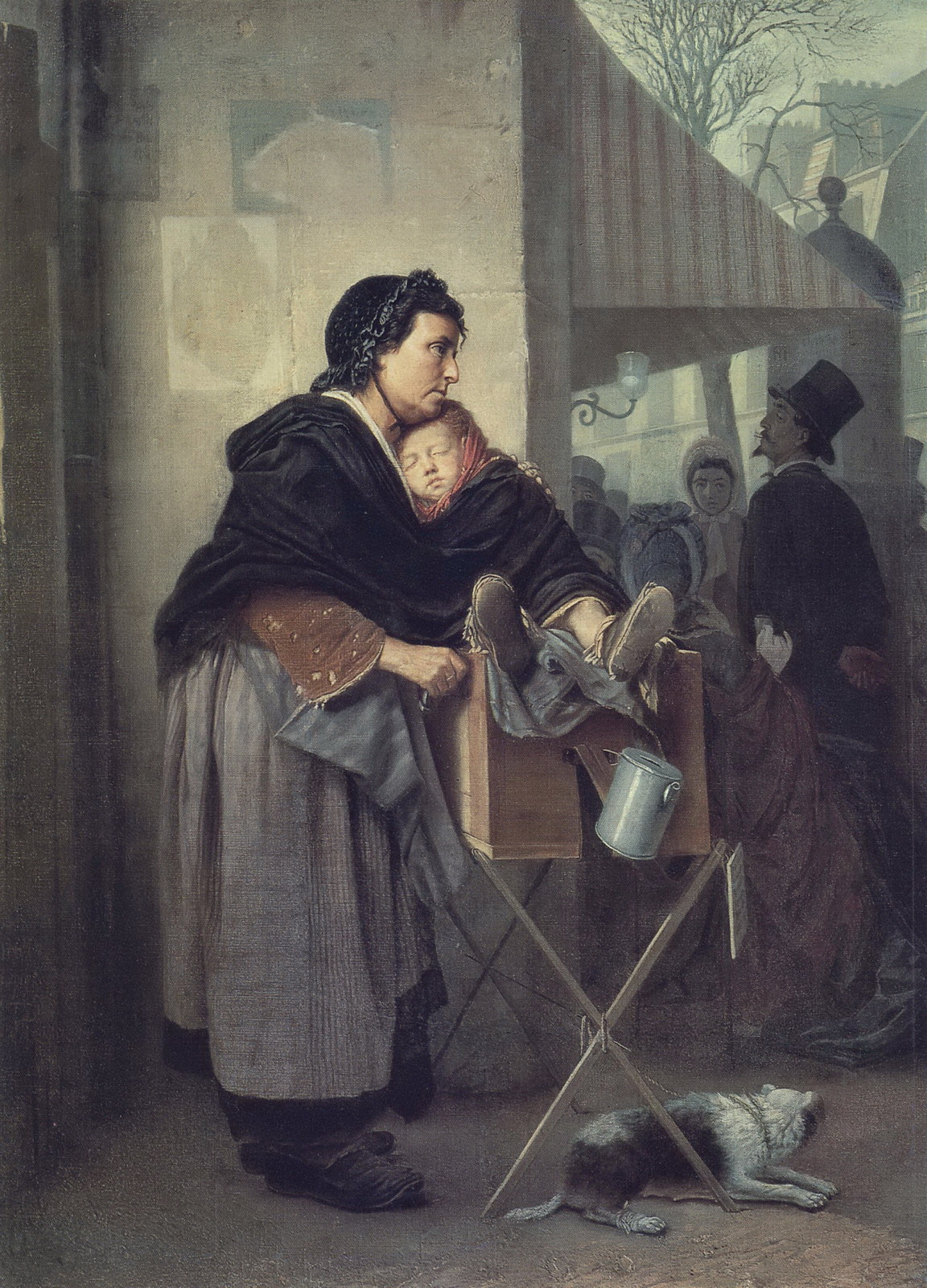
Паризька шарманниця. 1864. Державна Третьяковська галерея
Паризькі ганчірники. 1864. Державний Російський музей
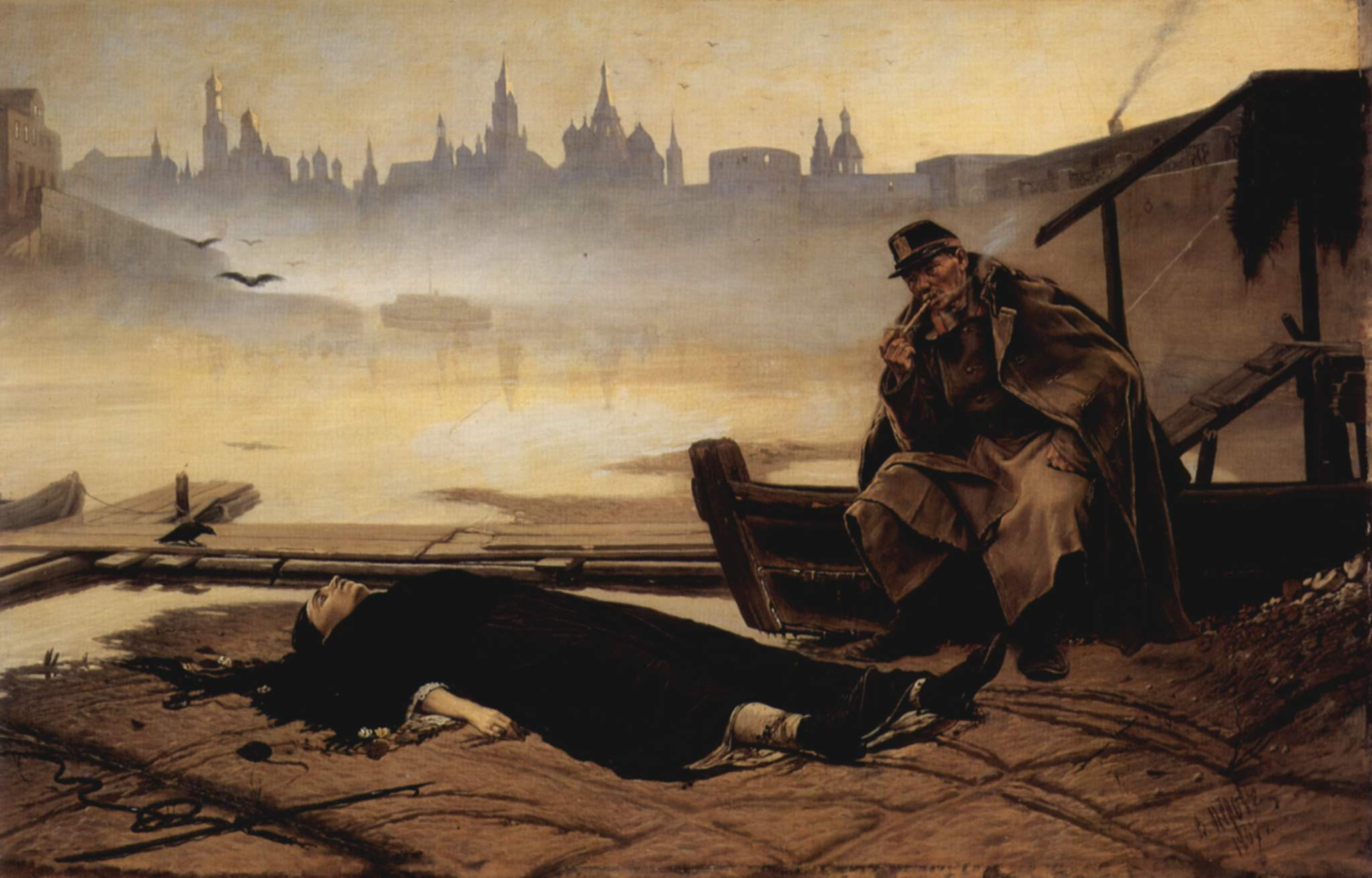
Картина «Потопельниця»